# 小曽根村
小曽根村（おぞねむら）は、大阪府豊能郡にあった村。現在の豊中市の南東端、阪急宝塚本線庄内駅・服部天神駅の東方一帯にあたる。

## 地理
- 河川：神崎川、天竺川、高川

## 歴史
- 1889年（明治22年）4月1日 - 町村制の施行により、豊島郡小曽根村・浜村・長島村・北条村・寺内村・石蓮寺村の区域をもって発足。
- 1896年（明治29年）4月1日 - 所属郡が豊能郡に変更。
- 1947年（昭和22年）3月15日 - 豊中市に編入。同日小曽根村廃止。

## 交通

### 道路
現在は旧村域を名神高速道路が通過するが、当時は未開通。